# Kolitong
Kolitong, auch kuletong, kulitong (Bontoc- und Kalinga-Sprache), kolibit, kulibit, kulibet (Kalinga), ist eine idiochorde Vollröhrenzither aus Bambus, die von den Kalinga im Norden der philippinischen Insel Luzon gespielt wird. Die Bambusröhrenzither der Kalinga besitzt sechs Saiten, die mit beiden Händen gezupft werden. Bei den benachbarten, ebenfalls zu den Igorot gehörenden indigenen Völkern in den Philippinischen Kordilleren sind ähnliche Musikinstrumente mit fünf bis elf Saiten bekannt.

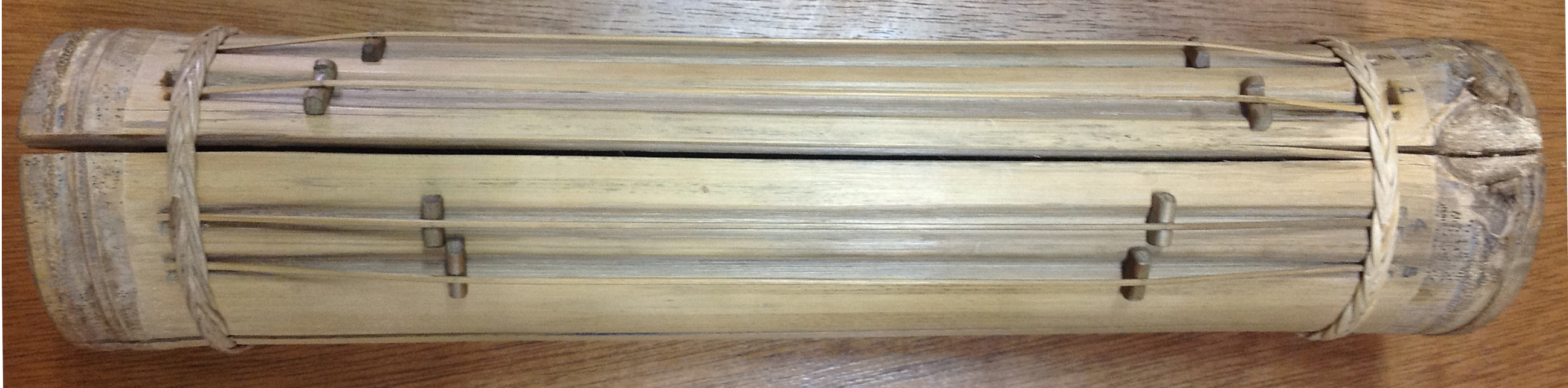
Kolitong

## Herkunft und Verbreitung

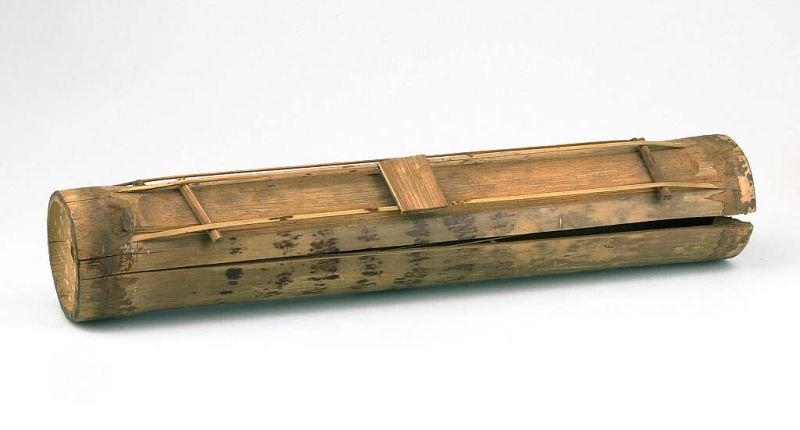
Ein Beispiel aus Indonesien für die zweite Gruppe der Bambusröhrenzithern, die mit Stöckchen geschlagen wird. Tropenmuseum Amsterdam, vor 1936.

Bei Bambusröhrenzithern besteht der Resonanzkörper aus einem Bambusabschnitt (Internodium), der hinter den Knoten abgeschnitten wurde und einen auf beiden Seiten geschlossenen Zylinder bildet. Idiochorde Saiten werden aus der oberen Schicht des Bambusrohrs herausgetrennt, bleiben jedoch an den Enden mit diesem verbunden und werden durch untergeschobene Hölzchen abgehoben. Heterochorde Bambusröhrenzithern besitzen über die Röhre gespannte Saiten aus einem fremden Material (Pflanzenfaser, Metalldraht). Bambusröhrenzithern werden in mehrsaitige gezupfte und ein- oder zweisaitige, mit einem Stöckchen geschlagene Instrumente unterschieden. Die erste Gruppe besitzt üblicherweise Schalllöcher in den Knoten an beiden Seiten, bei der zweiten Gruppe befindet sich ein Schallloch in der Mitte der Röhre unter einem an der Saite oder zwischen den beiden Saiten befestigten Holzstück, das als Klangverstärker mitschwingt.
Die Hauptverbreitungsregion von gezupften oder mit Stöckchen geschlagenen Bambusröhrenzithern ist Südostasien, Südchina und Madagaskar. Sie kommen auf vielen Inseln der Philippinen vor und gehören zu den charakteristischen Musikinstrumenten der Proto-Malaiien, der ältesten, steinzeitlichen Einwandererschicht auf den Malaiischen Inseln. Die gesamte vorspanische philippinische Musik ist weitgehend von der malaiischen Musikkultur geprägt.
Durch kulturellen Einfluss von Südchina und Südostasien sind idiochorde zweisaitige Bambusröhrenzithern im äußersten Nordosten Indiens angelangt, etwa die gintang in Assam, die chigring im dortigen Bundesstaat Meghalaya und im Osten Nepals die yalambar. Von den Bambusröhrenzithern im Malaiischen Archipel stammt auch die heutige valiha auf der Ostafrika vorgelagerten Insel Madagaskar ab. Auf der Malaiischen Halbinsel werden Bambusröhrenzithern nur von Orang-Asli-Gruppen, aber nicht von der malaiischen Mehrheitsbevölkerung verwendet. Zu den in Indonesien gespielten Bambusröhrenzithern gehören die canang kacapi der Gayo in Aceh (Nordsumatra) und die kacapi bambu der Minangkabau (Westsumatra), die mit der javanischen Kastenzither kacapi namensgleich sind, die celempung bambu in Westjava mit dem Namenszusatz „Bambus“ zur Unterscheidung von der Kastenzither celempung in Westjava, die tanggetong bei den Toba-Batak in Nordsumatra und die tongkunon auf Borneo. Die sasando auf der indonesischen Insel Roti besitzt als einzige einen die Bambusröhre halbschalig umgebenden Schalltrichter. In Gamelan-Formationen wird auf Bali die einsaitige, mit einem Stöckchen geschlagene Bambuszither guntang gespielt (dort ausführlicher zur überregionalen Verbreitung).
Eine mögliche Weiterentwicklung von Röhrenzithern sind Brettzithern, die auf den südostasiatischen Inseln selten sind, aber zusammen mit Trogzithern hauptsächlich in Zentral- und Ostafrika vorkommen (bangwe bzw. inanga). Auf dem südostasiatischen Festland und in Ostasien sind von Halbröhrenzithern abgeleitete Wölbbrettzithern wie die guzheng in China und die koto in Japan verbreitet. Halbröhrenzithern, deren Korpus aus längs gespaltenen Bambushälften besteht, werden in den Kordilleren bei den Ifugao tadcheng, tedcheng, gacheng oder ayudding und bei den Ibaloi kaltsang genannt.
Ungewöhnlich und wenig bekannt ist das Vorkommen von heterochorden Brettzithern bei den Ifugao. Vier Metallsaiten verlaufen bei diesen über ein rechteckiges Holzbrett zwischen Nägeln, die an den Schmalseiten eingeschlagen wurden. Einige Schalllöcher sind unregelmäßig verteilt in das Brett gebohrt, das zur Klangverstärkung beim Spiel auf eine Kokoshalbschale oder Tasse gelegt wird. Wohl ebenso von den ursprünglichen Bambusröhrenzithern abgeleitet sind langrechteckige Brettchen bei den Ifugao, über die zwei schmale Blechstreifen gespannt sind, die von flachen Holzstegen an den Enden auf Abstand gehalten werden. Instrumentenkundlich lassen sich diese „Streifenzithern“ kaum noch den Saiteninstrumenten, dafür vielleicht den Lamellophonen und Maultrommeln zuordnen.
Mehrsaitige gezupfte Bambusröhrenzithern kommen außer auf Luzon auch im Süden auf den Inseln Mindanao und Palawan vor. Namen hierfür in den Kordilleren von Luzon sind neben den Aussprachevarianten von kolitong der Bontoc und Kalinga bei den Ilongot in den Caraballo-Bergen kollesing (fünf bis sechs Saiten), kulesin, kulising sowie bei den Isneg in der Proving Apayao killeteng, kulitteng, ohitang (fünf Saiten) und uritang. Ebensolche Bambusröhrenzithern im Süden der Philippinen heißen pagang auf Palawan, bei den Manobo im Nordosten von Mindanao salorai, saluray, saluroy und sawray, bei den Agusan-Manobo tangkew, bei den Subanon auf der Zamboanga-Halbinsel von Mindanao sigitan (fünf Saiten), bei den Bilaan und Tagabili in der Provinz South Cotabato und bei den Tagakaolo in der Provinz Davao del Sur sloray, senday, sluray und s’ludoy, bei den Matisalug in der Provinz Bukidnon saluray (sechs Saiten), bei den Mansaka (Lumad-Untergruppe) takul, bei den Tirurai in der muslimischen Provinz Maguindanao tangke (acht Saiten), bei den Mangguagan (Davao del Sur) und Dibabawon (Lumad, zu Manobo) tangko, tangku und bei den Manobo und Tirurai in Maguindanao togo sowie bei den Bagobo in Davao del Sur tugo (sieben Saiten).
Die andere Gruppe von Bambusröhrenzithern besitzt auf den Philippinen zwei Saiten im Abstand von etwa fünf Zentimetern, die aus einer etwa 40 Zentimeter langen, dicken Bambusröhre herausgeschnitten werden. Die Saiten dieser Gruppe werden mit einem Stöckchen geschlagen, weshalb sie in Analogie zu Schlitztrommeln „Trommelzithern“ genannt werden. Die Röhre ist an den Internodien geschlossen. In der Mitte befindet sich ein Schallloch, über dem ein Holzstück zwischen die Saiten eingeklemmt ist, das beim Schlagen der Saiten den Ton verstärkt. In Luzon gehören hierzu bei den Isnag bambam und pasing, bei den Kalinga tambi, in der Provinz Zambales tabenbbeng, bei den Hanunuo auf der Insel Mindoro kudlong, bei den Manobo auf Mindanao katimbok und tabobo, bei den Subanon tabobok und thambabok, in der Provinz Bukidnon takumbo, bei den muslimischen Maranao (vor allem in der Provinz Lanao del Sur) serongagandi und bei den Batak auf der Insel Palawan patigunggung.

## Bauform und Spielweise

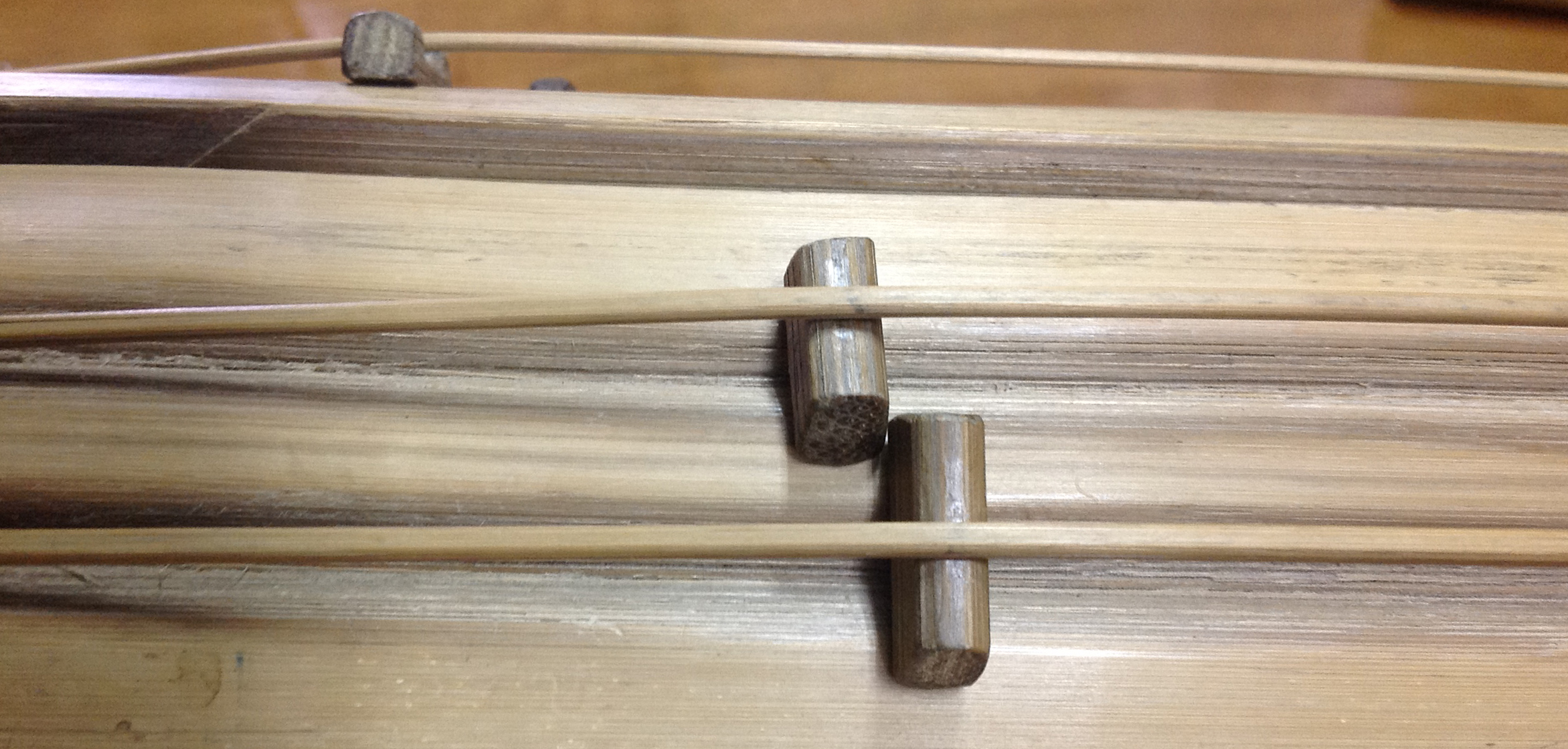
Kleine Holzstege an beiden Seiten

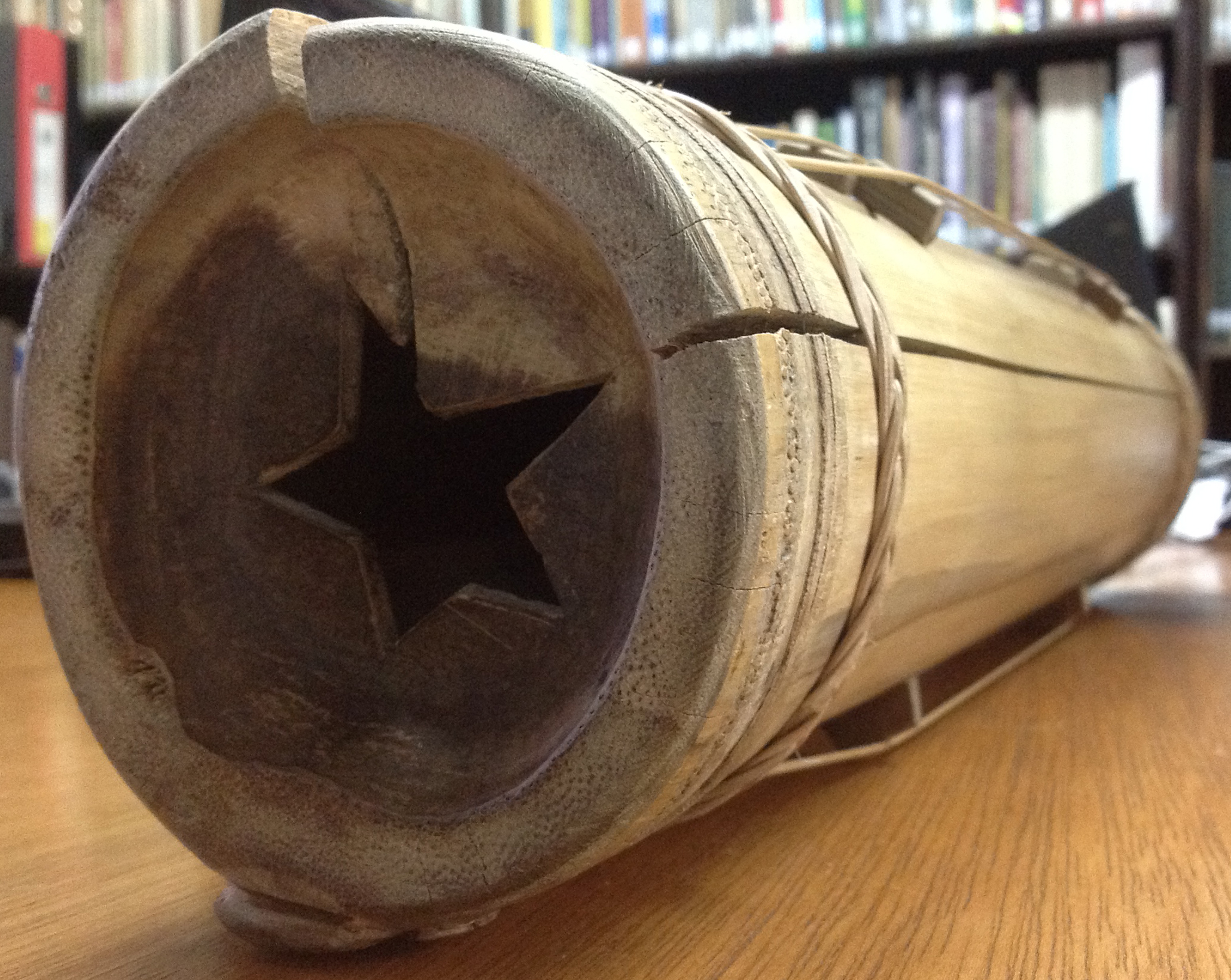
Fruchtknoten mit sternförmig eingeschnittenem Schallloch

Die kolitong wird aus einer dickwandigen Bambusart hergestellt, die regional bvuyog und auf Tagalog kawayan heißt. Ein Instrument ist typischerweise 80 Zentimeter lang bei einem Durchmesser von 11 Zentimetern. Die Bambusröhre ist knapp hinter den Knoten abgeschnitten, die auf beiden Seiten mit sternförmig eingeschnittenen Schalllöchern versehen sind. Die Saiten werden mit engen parallelen Schnitten und einem Tangentialschnitt herausgelöst und jeweils durch an den Enden untergeschobene, kleine Holzstückchen als Stege angehoben. Damit sie nicht ausreißen, wird die Bambusröhre knapp innerhalb der Knoten mit Rattanfaser umwickelt. Die sechs Saiten sind in zwei Gruppen zu je drei Saiten angeordnet. Der Spieler hält die kolitong mit den Handballen und den kleinen Fingern schräg aufwärts vor dem Bauch nach vorn. Er zupft die Saiten mit Daumen, Zeigefinger und Mittelfinger der linken und rechten Hand.
Aus der bvuyog-Bambusart stellen die Kalinga außer der kolitong die zweisaitige Röhrenzither tambi und die Rahmenmaultrommel kulibaw her. Letztere ist in einigen Regionen Indonesiens als genggong bekannt. Aus dünnwandigem Bambus (bvulo) werden das Stampfrohr tongatong, die gabelförmige Bambusklapper ballingbing, die wie ein Federkiel einseitig geschlitzte Bambusklapper pattanggok und Klangplatten pattatag, die lose nebeneinandergelegt als Xylophon verwendet werden, angefertigt.
Die Spielweise der kolitong und anderer Bambusinstrumente wie des Stampfrohrs tongatong orientiert sich an dem in den gesamten Kordilleren verbreiteten Ensemble mit sechs Flachgongs (gangsa), die einzeln von jeweils einem Musiker geschlagen werden. Das gangsa-Ensemble ist ein wesentlicher Bestandteil der Übergangsrituale und sonstiger zeremonieller Familienfeiern. Bei einer Spielweise (pattang) schlagen die Tänzer einen Flachgong mit einem Holzschlägel, während sie tanzen. Beim tuppayya sitzen die Musiker am Boden und schlagen den Gong mit einer Hand in stets derselben Folge von vier Schlägen: ein betonter Schlag, dem gleich ein kurzer Schlag nachfolgt, und zwei Taktschläge. Die Gongs sind nach der Tonhöhe abgestuft und heißen von tief nach hoch: (1) balbal, (2) kadwa, (3) katlo, (4) kapat, (5) opop (oder kalima) und (6) lalat (oder kanom). Den gangsa wird eine magische Bedeutung zugesprochen, früher durften sie nur erwachsene Männer bei zeremoniellen Anlässen schlagen und ihr Spiel gehörte zur Vorbereitung von Kopfjagdexpeditionen.
Hieran sind die Parallelen zu den Bambusinstrumenten geknüpft. Jedes Ensemble besteht aus sechs Bambusinstrumenten unterschiedlicher Tonhöhe; mit jedem produziert der Musiker einen betonten Schlag, dem ein kaum hörbarer Zwischenschlag folgt und er spielt dieselbe aufsteigende Tonfolge wie bei den gangsa. Die kolitong gehört nicht zu den Instrumenten der Bambusensembles, sondern zusammen mit der Maultrommel kulibaw zu den gezupften Soloinstrumenten. Solistisch gespielte Blasinstrumente, mit denen Volkslieder intoniert werden, sind die mundgeblasene Bambuskerbflöte paldong und die Nasenflöte tongali. Hinzu kommt die dreisaitige Fiedel gologod, deren Korpus aus einer Bambusröhre in Längsrichtung besteht und die mit einem Bogen aus Abacá-Fasern (Manilahanf) gestrichen wird. Im Unterschied zu den Ensembleinstrumenten werden alle Soloinstrumente zur reinen Unterhaltung eingesetzt.
Kolitong und kulibaw ahmen die zyklische Tonfolge der gangsa nach. Hierfür werden die sechs Saiten der kolitong exakt auf die Tonhöhe der Gongs gestimmt.
Die Soloinstrumente können von jedem männlichen Mitglied der Gemeinschaft ohne Einschränkung erlernt und gespielt werden, es ist jedoch üblich, zuerst in einem abgeschiedenen Bereich zu üben. Eine ideale Gelegenheit zum Üben bietet das Männerhaus, in dem traditionell Jungen zusammen übernachten. Üben besteht aus genauem Zuhören und Nachahmen. Üblicherweise werden die Soloinstrumente in der Ruhezeit während der Nachmittagshitze und nach getaner Arbeit abends auf der Verandah eines Privathauses gespielt, wenn die Männer aus der Nachbarschaft zusammenkommen und sich unterhalten. Die Maultrommel ist das beliebteste Soloinstrument, die Bambusröhrenzither gilt als anspruchsvoller zu erlernen als die Flöten, weshalb die Zahl ihrer Spieler relativ gering ist.